# Fulnek (zámek)
Zámek ve Fulneku je nemovitá kulturní památka ve městě Fulnek na Zámeckém návrší. Památková ochrana od roku 1958 zahrnuje komplex budov Dolního a Horního zámku. Současná podoba areálu je výsledkem mnoha přestaveb v 16.-20. století, Horní zámek je významnou pohledovou dominantou viditelnou na vzdálenost mnoha kilometrů. V současnosti je zámek soukromým majetkem.

## Dějiny
První zpráva o Fulneku pochází z roku 1293, kdy patřil pánům z Lichtenburka, později jej ale dlouho vlastnili páni z Kravař. Za nich byl vystavěn hrad připomínaný v roce 1372, poté se zde vystřídali Šternberkové a Žerotínové. V roce 1540 koupil Fulnek slezský šlechtic Oldřich Cetrys z Kynšperka (†1543), který zastával funkce u dvora Ludvíka Jagellonského. Druhým sňatkem jeho manželky se Fulnek dostal do vlastnictví Baltazara Schweinitze (Balcar Švajnic, †1572), který nechal přestavět hrad na renesanční zámek.

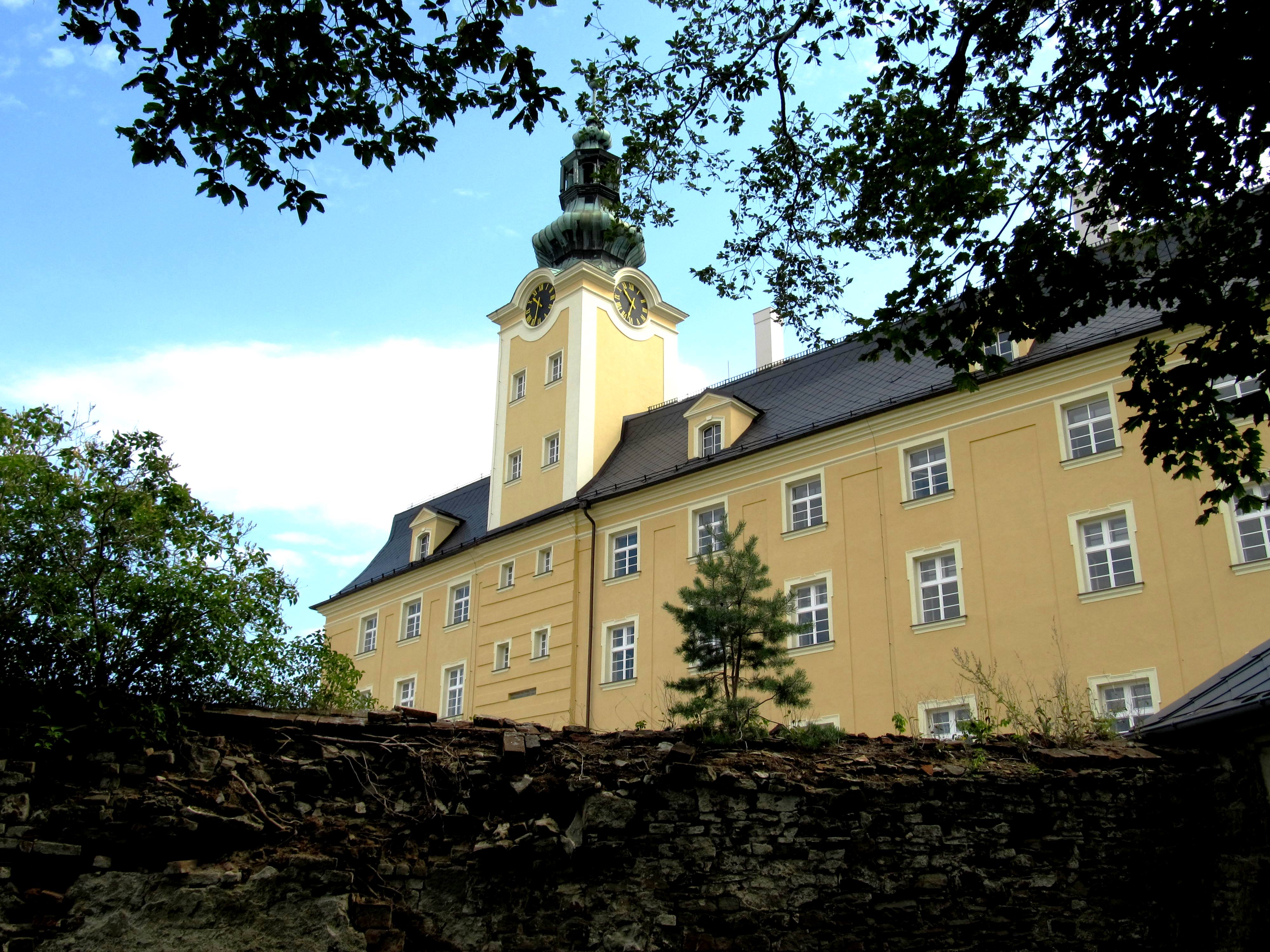
Horní zámek pohledem z parku

Po několika dalších majetkových změnách se vlastníkem stal Jan II. starší Skrbenský z Hříště (cca 1580-1627), který se připojil ke stavovskému povstání na Moravě a Fulnek mu byl zkonfiskován. V roce 1622 získal panství hrabě Václav Bruntálský z Vrbna a v jeho rodině zůstal Fulnek až do roku 1788. Od Vrbnů koupil zadlužené panství v roce 1788 bohatý opavský obchodník Karel Čejka z Badenfeldu (1732-1809), který byl v témže roce povýšen do rytířského stavu. Od Čejků koupil Fulnek v roce 1842 za třičtvrtě miliónu zlatých baron Kristián Friedrich Stockmar (1787-1863), osobní lékař belgického krále Leopolda I. Leopold I. se stal fakticky majitelem, ale protože vládnoucí panovníci nesměli tehdy vlastnit statky v zahraničí, využil Stockmara jako prostředníka. Po Leopoldovi I. byl dalším držitelem fulneckého zámku jeho mladší syn princ Filip Flanderský (1837-1905), dále pak jeho dcery.

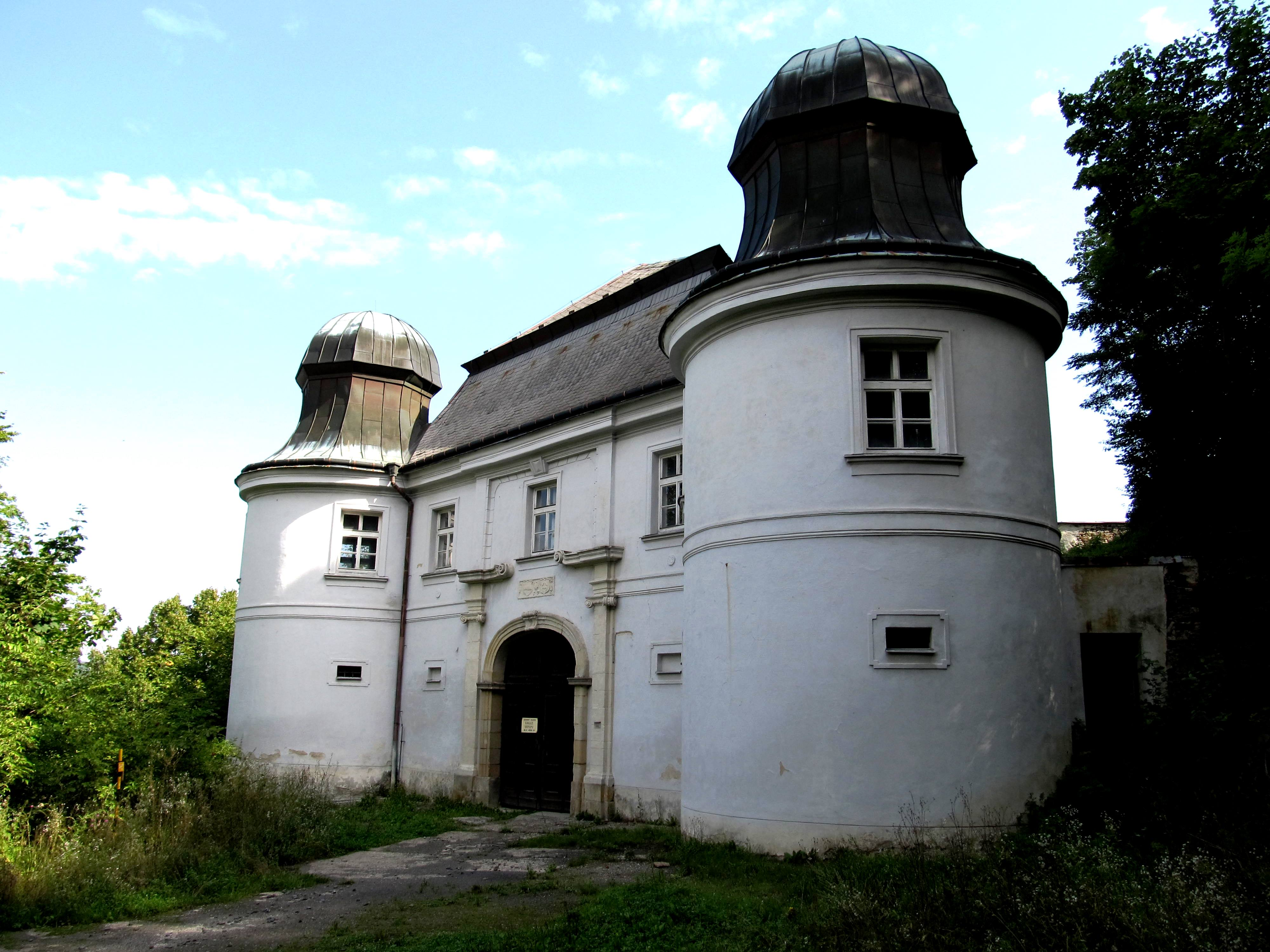
Dolní zámek

Do dějin fulneckého zámku zasáhla pozemková reforma za první republiky ve dvacátých letech 20. století. Velkostatek se zámkem tehdy zahrnoval 2 636 hektarů půdy a společně jej vlastnily belgické princezny Henrietta, vévodkyně z Vendôme (1870-1948), a Josefína, provdaná princezna Hohenzollern (1872-1958). Ty po provedení pozemkové reformy neměly zájem o další udržování majetku v Československu a zbytek velkostatku se zámkem prodaly. Společně jej za šest a půl miliónu korun zakoupili František Chrastina (1868-1944), továrník a bývalý starosta Valašského Meziříčí, a JUDr. Jaromír Špaček (1879-1953), poslanec Národního shromáždění a významná osobnost české menšiny ve Fulneku. Špaček v roce 1928 odkoupil Chrastinův díl a stal se jediným majitelem zámku a velkostatku. Po německé okupaci odešel do Prahy, kde žil v ústraní, po druhé světové válce se ale do Fulneku vrátil a pokoušel se o obnovu vydrancovaného zámku.
Po únorovém převratu 1948 o zámek definitivně přišel (1950) a dožil ve skromných poměrech v pronajatém bytě na náměstí. Poté zámek vystřídal několik vlastníků, dlouhodobě patřil Městskému ústavu národního zdraví v Ostravě, který jej využíval jako sklad léčiv. Po roce 1989 získal zámek v restituci syn posledního majitele Rostislav Špaček, který do té doby žil v USA. Zahájil dílčí rekonstrukci zámku a obnovil zámecký park, nakonec ale zchátrálý objekt prodal.

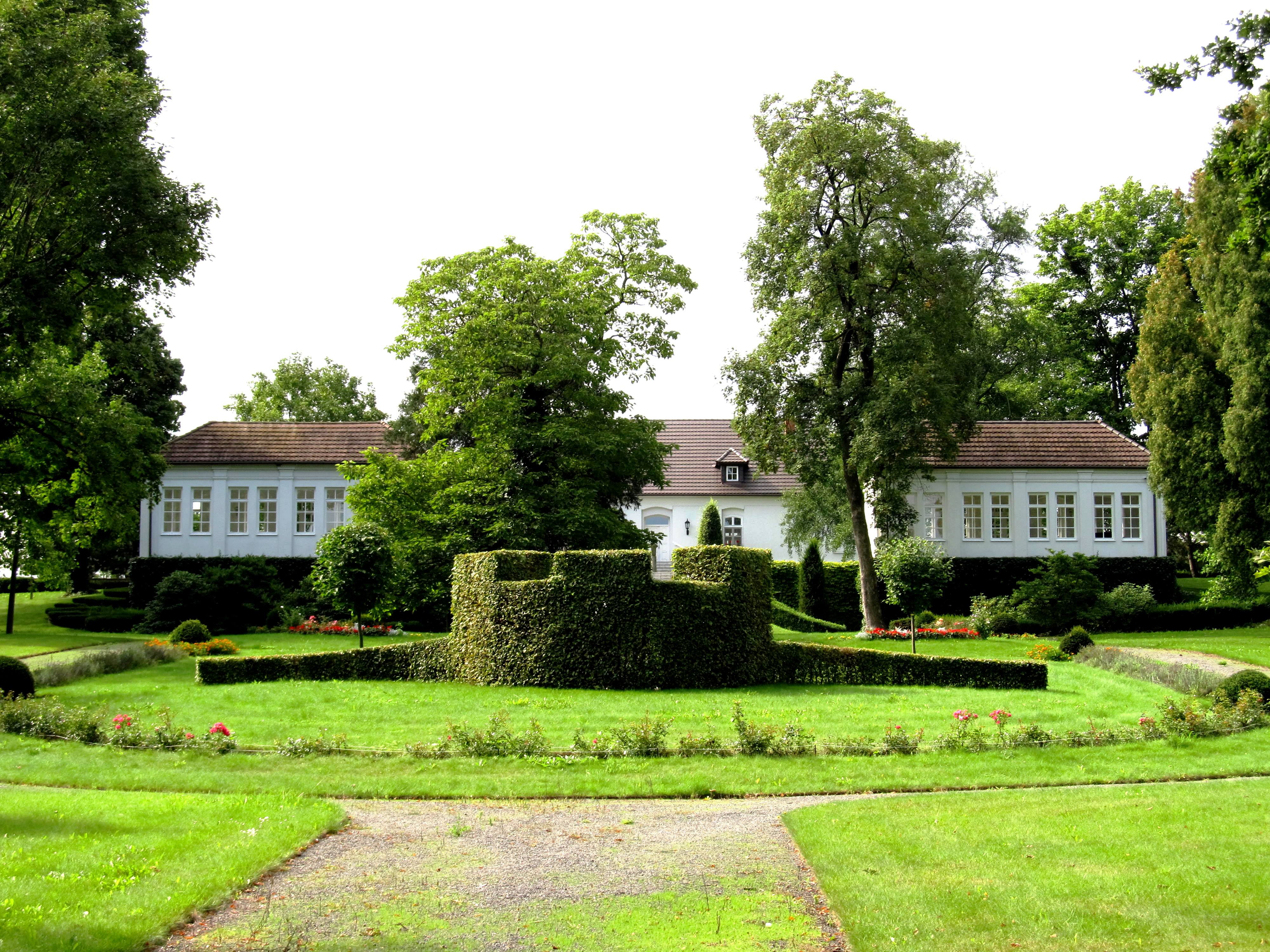
Zámecký park

## Stavební vývoj zámku
Zámek se skládá z rozsáhlého komplexu budov Horního a Dolního zámku na návrší východně od centra města. Horní zámek stojí na místě někdejšího hradu vystavěného pány z Kravař ve 14. století a poprvé připomínaného v roce 1372. Již tehdy existovalo i podhradí, na jehož místě později vznikl Dolní zámek. Přestavba hradu na dvoupatrový renesanční zámek proběhla ve druhé polovině 16. století za Baltazara Schweinitze, který ke stavbě přizval italské umělce. Hlavní sál byl tehdy vyzdoben freskami s portréty římských císařů, tento umělecky hodnotný soubor ale zanikl při některém z pozdějších požárů. Stavební úpravy na zámku prováděli počátkem 17. století také Skrbenští z Hříště.

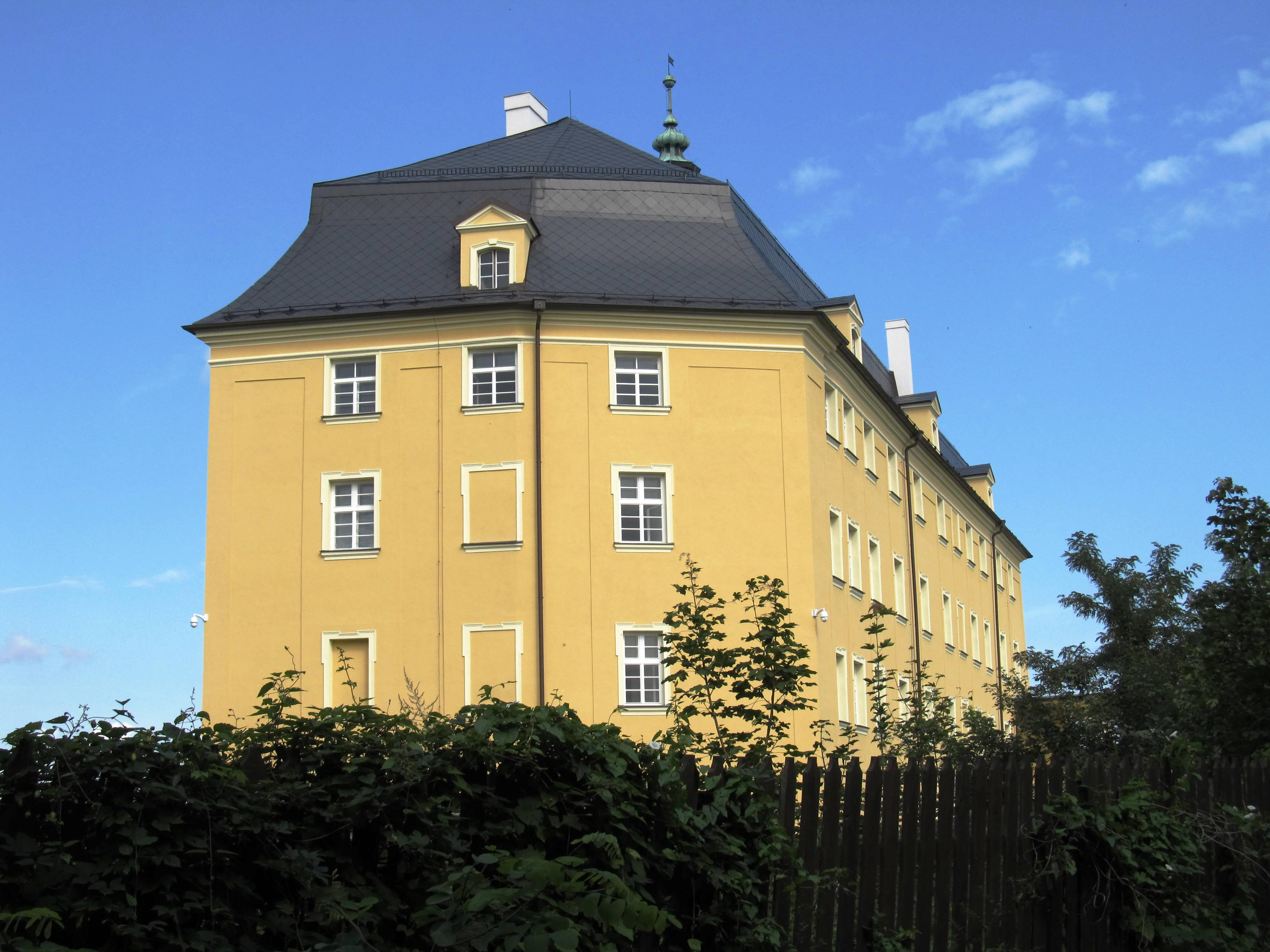
Horní zámek

V roce 1622 se na více než 150 let stal Fulnek majetkem Bruntálských z Vrbna, ti však v této době své aktivity přesunuli do Čech a na fulneckém zámku nesídlili. Na konci třicetileté války Fulnek okupovala švédská posádka, která jej opustila až v roce 1650, a zámek byl poté prakticky neobyvatelný. Bruntálští z Vrbna sice v té době již sídlili v Čechách, ale Jan František podnikl kroky k záchraně zámku, který si nadále uchoval podobu čtyřkřídlé budovy s vysokou věží obklopující malé nádvoří. V 18. století byl založen i francouzský park s fontánami. V polovině 18. století vznikla také současná podoba Dolního zámku, v němž byly umístěny kanceláře správy panství, úřednické byty a hostinec. Za dalších majitelů Čejků z Badenfeldu došlo k ničivému požáru (1801), po němž bylo obnoveno jen východní křídlo Horního zámku za účasti liechtensteinského stavitele Jana Mihatsche. K dalším stavebním úpravám došlo ještě za Čejků v roce 1824, později byl zámek rekonstruován v roce 1912.

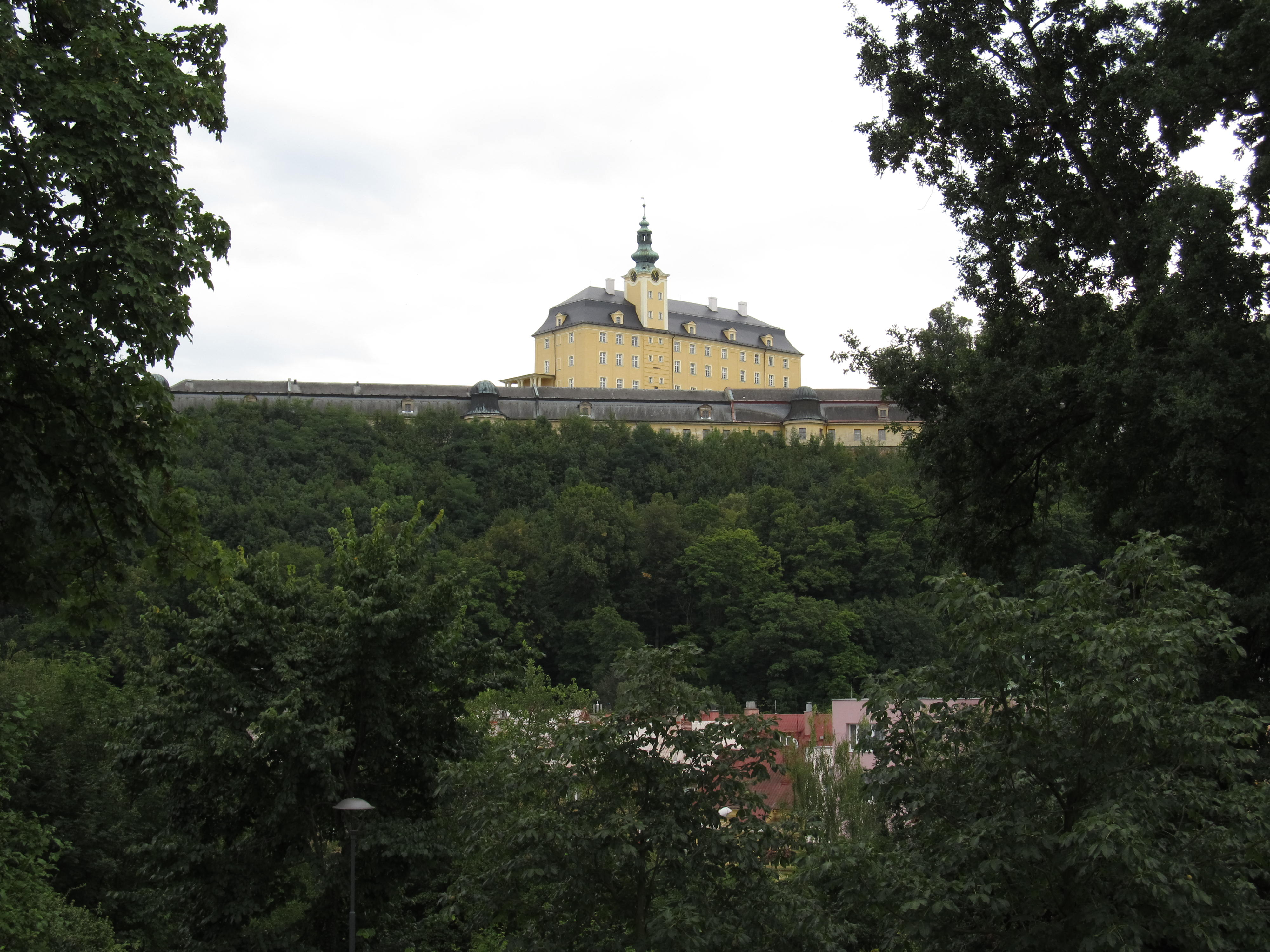
Zámek pohledem z města

## Současnost
V roce 2008 zámek vydražil ostravský podnikatel Teodor Reinhold za deset miliónů korun a od té doby probíhá jeho rekonstrukce. Zámek není veřejnosti přístupný a plánuje se jeho využití jako hotelu s restaurací.